# Chrysotoxum przewalskyi
Chrysotoxum przewalskyi är en tvåvingeart som beskrevs av Josef Aloizievitsch Portschinsky 1886. Chrysotoxum przewalskyi ingår i släktet getingblomflugor, och familjen blomflugor. Inga underarter finns listade i Catalogue of Life.